# 原子力損害賠償紛争審査会
原子力損害賠償紛争審査会（げんしりょくそんがいばいしょうふんそうしんさかい）は、原子炉の運転等により原子力損害が生じた場合、原子力損害の賠償に関する法律第18条に基づいて文部科学省に臨時的に設置される機関である。

## 概説
原子力損害かどうかの認定は、賠償が加害者である原子力事業者と被害者との間の示談で行われる場合は、当事者同士で行うこととなる。
被害者と事業者の交渉が難航し、当事者同士の話合いでは解決しない場合は、原子力損害賠償紛争審査会に和解の仲介を申し出ることができる。原子力損害賠償紛争審査会は、紛争に関する和解の仲介及び原子力損害の範囲の判定等に関する一般的な指針の策定に関する事務を行う。原子力損害賠償紛争審査会は、和解の仲介機関であって認定の内容を強制することはできない。
被害者は、原子力損害賠償紛争審査会にかけることなく裁判所に訴えることもできる。この場合は、原子力損害かどうかの認定は、裁判所において行われる。原子力損害賠償紛争審査会の仲介による和解が成立しない場合も、最終的には裁判による解決がはかられることになる。
原子力損害賠償紛争審査会の組織等に関する政令（昭和54年11月16日政令第281号）は、委員の要件、議事や和解仲介の手順などを定めている。

## 東海村JCO臨界事故による設置
1999年10月22日に設置され、2010年8月4日に廃止された。
2001年8月31日時点で、被害補償請求件数約7000件のうち2件について、原子力損害賠償紛争審査会に対する和解仲介の申立てがなされた。

## 福島第一原発事故による設置
2011年3月の福島第一原発事故発生により同年4月11日に設置され、4月15日に初会合が開かれた。
委員は以下の10人で、法学者・医学者が大半である。
- 大塚直 早稲田大学大学院法務研究科教授
- 鎌田薫 早稲田大学総長、早稲田大学大学院法務研究科教授
- 草間朋子 大分県立看護科学大学理事長・学長、日本看護協会副会長
- 高橋滋 一橋大学大学院法学研究科教授
- 田中俊一 財団法人高度情報科学技術研究機構会長、前原子力委員会委員長代理、元日本原子力学会会長
- 中島肇 桐蔭横浜大学法科大学院教授、司法試験考査委員／弁護士、前東京高等裁判所判事
- 能見善久（会長） 学習院大学法務研究科教授、東京大学名誉教授、日本私法学会理事長
- 野村豊弘 学習院大学法学部法学科教授、学校法人学習院常務理事、比較法学会理事長
- 山下俊一 福島県立医科大学副学長、日本甲状腺学会理事長、福島県放射線健康リスク管理アドバイザー
- 米倉義晴 独立行政法人放射線医学総合研究所理事長、前日本核医学会会長

4月28日、第3回審査会において、住民の避難費用、営業損害、就労不能等に伴う損害、財産価値の喪失又は減少等、検査費用（人・物）、生命・身体的損害、精神的損害、および航行危険区域設定や出荷制限指示等に係る損害について、範囲や損害の算定方法の考え方を明らかにした第1次指針が決定、公表された。
5月31日、第6回審査会において、住民の一時立入費用、帰宅費用、精神的損害、および農水産物等の出荷制限、作付断念、作付制限、風評被害について、範囲や損害の算定方法の考え方を明らかにした第2次指針が決定、公表された。